# Dimitri Blokhintsev
Dimitri Ivanovich Blokhintsev (en russe  Дми́трий Ива́нович Блохи́нцев) est un physicien russe né le 11 janvier 1907 à Moscou, Empire russe et mort à Doubna, Russie le 27 janvier 1979.

## Biographie
Dimitri Blokhintsev a fréquenté le collège technique d'économie industrielle et a étudié la physique à l'Université d'État de Moscou de 1926 à 1930. Il a notamment étudié avec Leonid Mandelstam, Sergueï Vavilov, Nikolai Lusin, Dmitri Egorov et Igor Tamm. Par la suite il travaille à l'Institut de recherche en chimie appliquée (NIIPh), où il obtient son habilitation (doctorat russe) sous la direction de Tamm en 1934,,,.
En 1935, il rejoint l'institut de physique Lebedev où il dirige le département de physique théorique en 1937 après la venue de Tamm. En même temps, il devient professeur de physique théorique à l'université d'État de Moscou. À partir de 1951, il dirige le centre de recherche nucléaire de la centrale nucléaire d'Obninsk, où, sous sa direction, le premier prototype soviétique de centrale nucléaire d'une puissance électrique de 5 MW entra en service en 1954. Pour son action dans cette création il reçoit le prix Lénine en 1957.
En plus de la physique des réacteurs et de la mécanique quantique Blokhintsev a travaillé dans de nombreux autres domaines de la physique tels que la physique du solide, la physique nucléaire, la théorie quantique des champs et l'optique non linéaire. Pendant la Seconde Guerre mondiale, il est devenu un expert de premier plan en acoustique, notamment pour la localisation de sous-marins et d'avions à l'aide de moyens acoustiques.
De 1956 à 1965, il est le premier directeur de l'Institut de recherche nucléaire de Dubna et à partir de 1965, chef du laboratoire de physique théorique. Dans cet institut, un réacteur pulsé nommé IBR conçu par Blokhintsev au milieu des années 1950 a été mis en service en 1960, suivi en 1984 par l'IBR-2, servant de source de neutrons pour la recherche sur les solides.

## Ouvrages
Blochintsev est l'auteur d'un manuel de mécanique quantique publié en 1944 pour lequel il a reçu le prix Staline.
Il a également écrit un livre sur la philosophie de la mécanique quantique, où il présente une interprétation dans l'esprit du matérialisme marxiste-léniniste,.

## Distinctions
- Prix Staline en 1952.
- Héros du travail socialiste en 1956.
- Prix Lénine en 1957.
- Médaille de l'Ordre de la révolution d'Octobre.
- Médaille de l'Ordre du Drapeau rouge du Travail.
- Membre correspondant de l'Académie des sciences soviétique à partir de 1958.
- Membre correspondant de l'Académie nationale des sciences d'Ukraine.
- Conseiller scientifique du Secrétaire général des Nations unies.
- Vice-président de l'Union internationale de physique pure et appliquée (UIPPA) de 1963 à 1969, puis président de 1966 à 1969.
- Membre de l'Académie Léopoldine en 1964.